# Francis Billy Hilly
Senhor Francis Billy Hilly KCMG (Ranongga, 20 de julho de 1948 – Honiara, 10 de março de 2025) foi um político salomônico que foi o quarto primeiro-ministro das Ilhas Salomão de 18 de junho de 1993 a 7 de novembro de 1994. Representou o eleitorado de Ranogga/Simbo no Parlamento Nacional de 1976 a 1984 e representa este mesmo eleitorado desde 1993, ocupando o cargo de ministro do Comércio, da Indústria e do Emprego, a datar de 2007.

## Carreira
Hilly foi eleito ao Parlamento em 1976 pela primeira vez e reeleito em 1980, permanecendo até 1984. Retornou ao Parlamento em maio de 1993 e se reelegeu em todas as eleições, a começar em agosto de 1997, novamente em dezembro de 2001 e em abril de 2006. Ele foi nomeado primeiro-ministro logo após as eleições de 1993, mas deixou o cargo em outubro de 1994 após um voto de desconfiança no Parlamento.
Após deixar o cargo de primeiro-ministro, passou a ser líder da oposição de 1994 a 1995. Foi um dos dois candidatos indicados pelo governo ao cargo de primeiro-ministro em junho de 2000, porém o candidato da oposição, Manasseh Sogavare, foi eleito. Em julho de 2004, passou a ser líder da oposição outra vez, recebendo cinco votos dos oitos membros da oposição que estavam presentes e derrotando o outro candidato ao cargo, Alfred Sasako. Após sua eleição, ele disse que, ao contrário dos dois anteriores líderes da oposição, ele não cruzaria a sala para se juntar ao governo, ressaltando a importância do papel de líder da oposição. Ele continuou como líder da oposição até 4 de abril de 2006.
Hilly opôs-se à eleição de Snyder Rini como primeiro-ministro em 18 de abril de 2006, alegando que as propinas eram usadas para ganhar votos a favor do Rini e que a eleição "era controlada e influenciada pelos desviantes". Em maio de 2006, tornou-se ministro do Comércio, da Indústria e do Emprego no governo do primeiro-ministro Manasseh Sogavare. No entanto, em agosto de 2006, ele foi demitido do cargo devido a decisão que ele atribuiu a um acordo entre seu Partido Nacional e a República Popular da China em 2005; as Ilhas Salomão reconhece a República da China (Taiwan).
Também atuou como ministro do Interior, como ministro da Saúde e Serviços Médicos e como vice-primeiro-ministro. No Parlamento, ele foi presidente do Comitê de Contas Públicas de 15 de novembro de 2004 a 5 de dezembro de 2005, e passou a ser presidente do Comitê da Câmara Parlamentar em 10 de maio de 2006.
Depois que Sogavare foi derrotado em um voto de desconfiança em dezembro de 2007, Hilly voltou a ser ministro do Comércio, da Indústria e do Emprego no governo do primeiro-ministro Derek Sikua em 22 de dezembro de 2007.
Então Companheiro da Ordem de São Miguel e de São Jorge (CMG), Hilly tornou-se Cavaleiro Comandante da Ordem de São Miguel e de São Jorge (KCMG) em 2012.

## Morte
Hilly morreu no dia 10 de março de 2025, aos 76 anos, em um hospital de Honiara, capital das Ilhas Salomão, após uma curta doença.